# Aloe squarrosa
Aloe squarrosa là một loài thực vật thuộc họ Aloaceae. Đây là loài đặc hữu của Yemen. Môi trường sống tự nhiên của chúng là vùng nhiều đá. Loài này trông gần giống Aloe juvenna.

## Hình ảnh

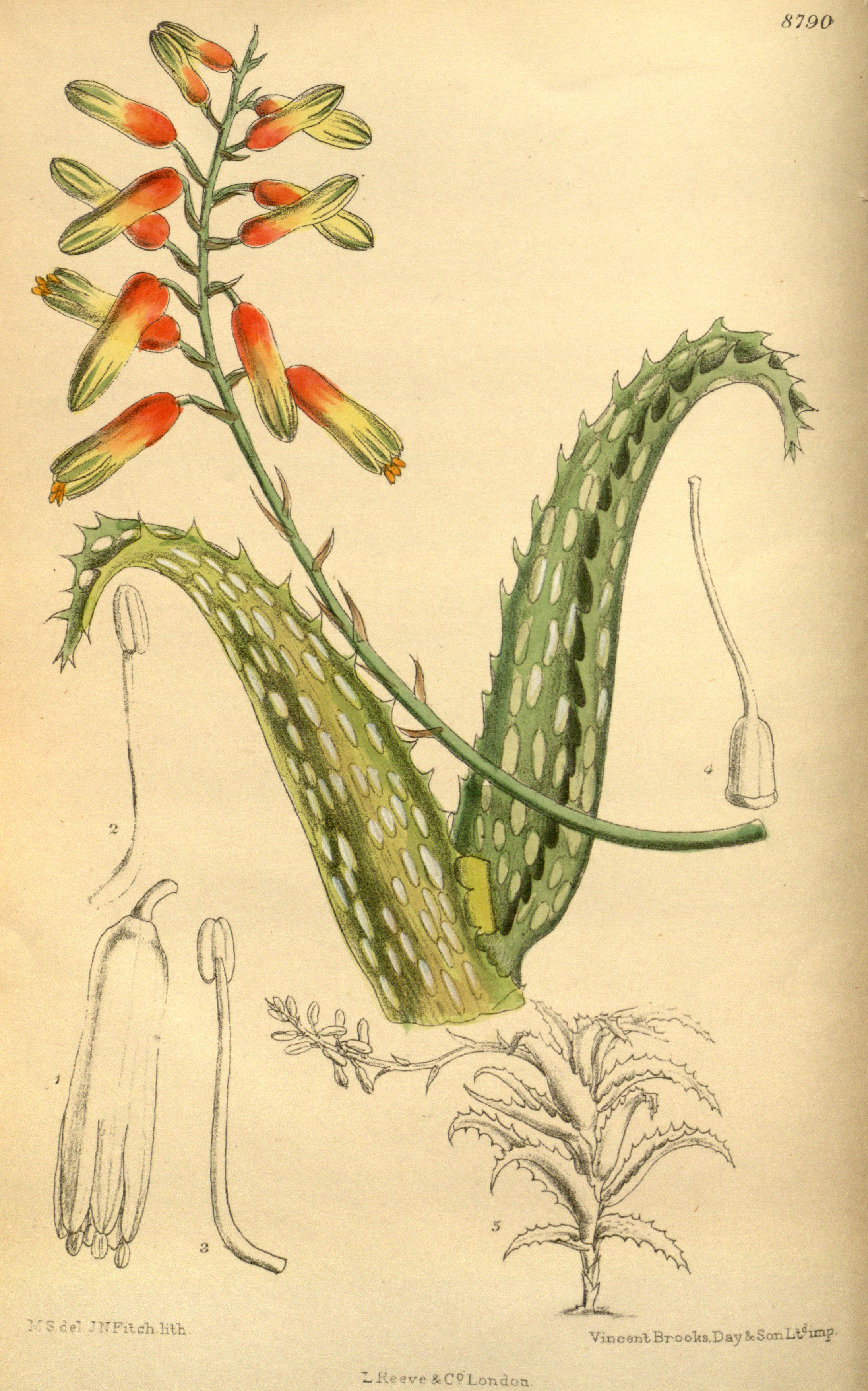
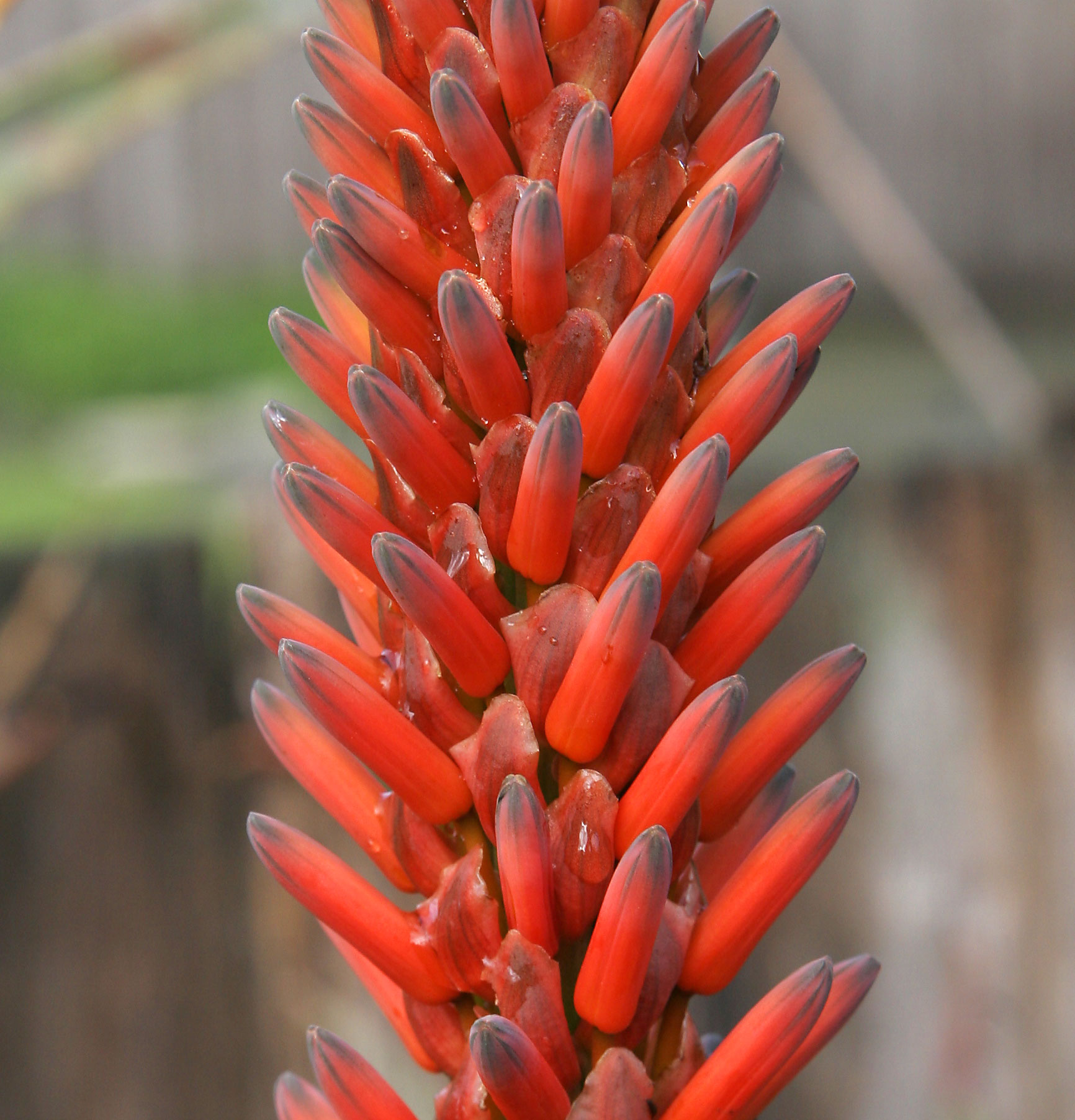